# Walter Lang
Walter Lang est un réalisateur et scénariste américain né le 10 août 1896 à Memphis, Tennessee (États-Unis) et mort le 7 février 1972 à Palm Springs (Californie).

## Biographie
Né au Tennessee, Walter Lang débute à New York comme employé de bureau dans une compagnie de production, ce qui le conduira à devenir assistant réalisateur. Envisageant de faire une carrière de peintre, il séjourna quelque temps à Paris.
Il réalise en 1925 son premier film muet, puis réalisera dans les années 1930 un certain nombre de comédies musicales. L'une de ses réalisations les plus attachantes[non neutre] est The Blue Bird d'après l’œuvre de Maurice Maeterlinck. Sa réalisation majeure est le film Le Roi et Moi, en 1956[réf. souhaitée].

## Filmographie

### Années 1920
- 1925 : The Red Kimona
- 1926 : The Earth Woman
- 1926 : The Golden Web
- 1926 : Money to Burn
- 1927 : The Ladybird
- 1927 : The Satin Woman (+ scénariste)
- 1927 : Sally in Our Alley
- 1927 : By Whose Hand?
- 1927 : The College Hero
- 1928 : The Night Flyer (en)
- 1928 : Alice Through a Looking Glass
- 1928 : The Desert Bride
- 1929 : The Spirit of Youth

### Années 1930
- 1930 : Hello Sister
- 1930 : Cock o' the Walk (en)
- 1930 : The Big Fight
- 1930 : The Costello Case
- 1930 : Brothers
- 1931 : Command Performance
- 1931 : Le Damné (Hell Bound)
- 1931 : Women Go on Forever
- 1932 : No More Orchids
- 1933 : The Warrior's Husband (+ scénario)
- 1933 : Moi et le Baron (Meet the Baron)
- 1934 : Whom the Gods Destroy (en)
- 1934 : The Party's Over (en)
- 1934 : Le Grand Barnum (The Mighty Barnum)
- 1935 : Carnival (en)
- 1935 : Hooray for Love (en)
- 1936 : Ce que femme veut (Love Before Breakfast)
- 1937 : Sur les toits de New York (Top of the Town)
- 1937 : Jeux de dames (Wife, Doctor and Nurse)
- 1937 : J'ai deux maris (Second honeymoon)
- 1938 : La Baronne et son valet (The Baroness and the Butler)
- 1938 : Pour un million (I'll Give a Million)
- 1939 : Petite Princesse (The Little Princess)
- 1939 : Susannah (Susannah of the Mounties)

### Années 1940
- 1940 : L'Oiseau bleu (The Blue Bird)
- 1940 : La Rançon de la gloire (Star Dust)
- 1940 : The Great Profile
- 1940 : Adieu Broadway (Tin Pan Alley)
- 1941 : Soirs de Miami (Moon Over Miami)
- 1941 : Week-end à la Havane (Week-end in Havana)
- 1942 : Filles des îles (Song of the Islands)
- 1942 : Le Nigaud magnifique (The Magnificent Dope)
- 1943 : L'Île aux plaisirs (Coney Island)
- 1944 : Greenwich Village
- 1945 : La Foire aux illusions (State Fair)
- 1946 : Claudia et David
- 1946 : Voyage sentimental (Sentimental Journey)
- 1947 : Maman était new-look (Mother Wore Tights)
- 1948 : Bonne à tout faire (Sitting Pretty)
- 1948 : À toi pour la vie (When My Baby Smiles at Me)
- 1949 : You're My Everything

### Années 1950
- 1950 : Treize à la douzaine (Cheaper by the Dozen)
- 1950 : Gare au percepteur (The Jackpot)
- 1951 : Sur la Riviera (On the Riviera)
- 1952 : Un refrain dans mon cœur (With a Song in My Heart)
- 1953 : Appelez-moi Madame (Call Me Madam)
- 1954 : La Joyeuse Parade (There's No Business Like Show Business)
- 1956 : Le Roi et moi (The King and I)
- 1957 : Une femme de tête (The Desk set)
- 1959 : La Vie à belles dents (But Not for Me)

### Années 1960
- 1960 : Can-Can
- 1961 : Le Manège du ménage (The Marriage-Go-Round)
- 1961 : Blanche-Neige et les Trois Stooges (Snow White and the Three Stooges)

### comme scénariste
- 1927 : The Satin Woman de lui-même
- 1933 : Racetrack de James Cruze
- 1933 : The Warrior's Husband de lui-même